# بازی بزرگ (شرلوک)
«بازی بزرگ» (انگلیسی: The Great Game) سومین قسمت از فصل اول مجموعه تلویزیونی شرلوک می‌باشد. این قسمت نخستین بار در شبکه بی‌بی‌سی وان و بی‌بی‌سی اچ‌دی در ۸ اوت ۲۰۱۰ پخش شد. این قسمت توسط مارک گیتیس نوشته شده و توسط پل مک‌گوگان کارگردانی شده است.
این قسمت داستان شرلوک هولمز (بندیکت کامبربچ) و جان واتسون (مارتین فریمن) را دنبال می‌کند که تلاش می‌کنند مجموعه‌ای از پرونده‌های ظاهراً نامرتبط را که توسط یک بمب‌گذار مرموز ارائه شده است، حل کنند. اگر آنها نتوانند پرونده را در زمان مشخص‌شده توسط بمب‌گذار حل کنند، او گروگانی را که در اختیار دارد خواهد کشت. پس از چهار پرونده از این دست، قسمت با رویارویی بین هلمز و بمب‌گذار به پایان می‌رسد، که مشخص می‌شود جیم موریارتی، «جنایتکار مشاور» و شخصیت منفی اصلی بقیه مجموعه است. این رویارویی به‌صورت تعلیقی باقی می‌ماند تا فصل دوم. مانند قسمت‌های قبلی، این قسمت نیز شامل ارجاعات متعددی به آثار آرتور کانن دویل است.
واکنش‌های منتقدان به قسمت «بازی بزرگ» بسیار مثبت بود و به خاطر داستان پیچیده و مهیج آن و همچنین تصویر غیرمعمول و خلاقانه از شخصیت موریارتی مورد تحسین قرار گرفت.

## داستان
شرلوک هولمز بدون پرونده‌های هیجان‌انگیز خسته و بی‌حوصله شده است. مایکرافت هلمز از او می‌خواهد درباره مرگ یکی از کارکنان سرویس اطلاعات مخفی، اندرو وست، و ناپدید شدن یک فلش درایو حاوی طرح‌های موشکی تحقیق کند. شرلوک امتناع می‌کند و به اسکاتلندیارد فراخوانده می‌شود، جایی که لسترید پاکتی را به او می‌دهد که حاوی یک تلفن همراه مشابه تلفن قربانی در قسمت «پرونده صورتی» است. تلفن عکسی از اتاقی متروکه را نشان می‌دهد که شرلوک آن را به‌عنوان آپارتمان خالی ۲۲۱سی، طبقه پایین آپارتمان ۲۲۱بی، می‌شناسد. شرلوک، واتسون و لسترید وارد اتاق می‌شوند و یک جفت کفش ورزشی را در وسط اتاق پیدا می‌کنند. تلفن همراه زنگ می‌زند و تماس‌گیرنده – که یک گروگان ترسیده است و پیام‌هایی را از گروگان‌گیر خود می‌خواند – اعلام می‌کند که اگر شرلوک نتواند معما را در دوازده ساعت حل کند، بمبی او را خواهد کشت. شرلوک متوجه می‌شود که کفش‌ها متعلق به کارل پاورز هستند، یک دانش‌آموز مدرسه که بیست سال پیش در استخر غرق شده بود. بررسی دقیق نشان می‌دهد که سم بوتولینوم به داروی اگزمای او تزریق شده بود. شرلوک راه‌حل معما را به بمب‌گذار اعلام می‌کند و گروگان آزاد می‌شود.
پیام دوم تصویری از یک ماشین اسپرت خون‌آلود نشان می‌دهد، و گروگان دیگری تماس می‌گیرد و به شرلوک هشت ساعت فرصت می‌دهد تا این معما را حل کند. شرلوک پس از پیدا کردن خودرو بدون راننده، با همسر مرد مفقودشده و مدیر آژانسی که خودرو از آنجا اجاره شده بود، مصاحبه می‌کند. با کشف اینکه خون در ماشین منجمد شده است، شرلوک نتیجه می‌گیرد که مرد مفقود برای کمک به ناپدید شدنش به صاحب آژانس پول پرداخت کرده است. گروگان آزاد می‌شود. پیام و گروگان سوم شرلوک را به مرگ اخیر کانی پرینس، مجری تلویزیونی که ظاهراً بر اثر کزاز فوت کرده بود، هدایت می‌کند. واتسون با کنی، برادر کانی، مصاحبه می‌کند و شرلوک نشان می‌دهد که رائول دی سانتوس، خدمتکار خانه – معشوقه کنی – کانی را با افزایش دوز تزریق بوتاکس او به قتل رسانده است. با وجود حل شدن معما توسط شرلوک، گروگان کشته می‌شود، همراه با چندین نفر دیگر، به این دلیل که صدای آدم‌ربا را توصیف کرده بودند.
پیام چهارم عکسی از رودخانه تیمز است، اما این بار هیچ گروگانی تماس نمی‌گیرد. شرلوک و پلیس جسد یک نگهبان امنیتی به نام الکس وودبریج را در کنار رودخانه پیدا می‌کنند. شرلوک اعلام می‌کند که وودبریج توسط یک قاتل حرفه‌ای به نام «گولم» خفه شده است. او همچنین نتیجه می‌گیرد که وودبریج در یک گالری هنری محلی کار می‌کرده که در حال آماده‌سازی برای نمایش یک تابلو نقاشی منتسب به یوهانس فرمیر، نقاش معروف، بوده است؛ تابلویی که شرلوک ادعا می‌کند جعلی است. واتسون به آپارتمان وودبریج می‌رود و متوجه می‌شود که او به نجوم علاقه داشته، اما به هنر علاقه‌ای نداشته است. در همین حال، شرلوک مشغول بررسی نقاشی است که یک گروگان کودک تماس می‌گیرد و به او ده ثانیه فرصت می‌دهد تا جعلی بودن نقاشی را ثابت کند. شرلوک با دقت یک ابرنواختر را در نقاشی پیدا می‌کند که ۲۰۰ سال پس از زمان زندگی ورمیر ظاهر شده است و به این ترتیب بمب را متوقف می‌کند. سرپرست موزه اعتراف می‌کند که نقاشی جعلی است و همدست خود را معرفی می‌کند: مردی به نام «موریارتی».
واتسون مرگ وست را بررسی می‌کند و همراه با شرلوک رد جو هریسون، برادر نامزد وست، را می‌گیرد. هریسون اعتراف می‌کند که فلش درایو را دزدیده و در جریان یک مشاجره به‌طور تصادفی وست را کشته است. او که نتوانسته بود فلش درایو را بفروشد، آن را نزد خود نگه داشته و اکنون به شرلوک تحویل می‌دهد. شرلوک متوجه می‌شود که مرگ وست و فلش درایو گمشده پنجمین معما بوده است و به بمب‌گذار پیام می‌دهد و پیشنهاد می‌کند فلش درایو را تحویل دهد. اما در محل ملاقات، این واتسون است که به‌عنوان گروگان پنجم ظاهر می‌شود و کمربندی انفجاری به تن دارد. موریارتی – که پیش‌تر به‌عنوان دوست‌پسر جدید مالی، جیم، معرفی شده بود – ظاهر می‌شود و خودش را به‌عنوان «یک متخصص، درست مثل تو» معرفی می‌کند. موریارتی با تمسخر و تهدید شرلوک محل را ترک می‌کند، اما پس از آنکه شرلوک کمربند واتسون را از تنش درمی‌آورد، بازمی‌گردد. در این لحظه، چندین تک‌تیرانداز به سمت شرلوک و واتسون نشانه گرفته‌اند. شرلوک اسلحه خود را به سمت کمربند انفجاری نشانه می‌گیرد و قصد دارد تهدید به نابودی متقابل کند.